# Karel Strachota
Karel Strachota (* 14. srpna 1962) je ředitelem a zakladatelem vzdělávacího programu Jeden svět na školách organizace Člověk v tísni. V organizaci Člověk v tísni pracuje od roku 2001, nejprve působil jako výkonný ředitel festivalu dokumentárních filmů o lidských právech Jeden svět.

## Život a činnost
Narodil se v roce 1962 v Benešově. Vystudoval gymnázium a následně Elektrotechnickou fakultu ČVUT, obor elektronické počítače. Ve druhé polovině 80. let vydával samizdatové publikace ve vlastní edici Svíce, byl členem Kolegia pro podporu nezávislé vědy, umění a vzdělávání. Po roce 1989 pracoval v oblasti informačních technologií. Několik let byl ředitelem kulturního časopisu Revolver Revue, dříve vycházejícího jako samizdat.
Od roku 2001 pracuje ve společnosti Člověk v tísni, nejprve jako výkonný ředitel festivalu dokumentárních filmů o lidských právech Jeden svět. Založil a dosud vede vzdělávací program Jeden svět na školách (JSNS), který nabízí školám audiovizuální materiály, zejména dokumentární filmy a doprovodné metodické pomůcky k výuce aktuálních témat současného světa a novodobé historie. Výukové sady programu využívají pedagogové na více než 4 000 základních a středních školách, tedy na třech čtvrtinách všech škol. Klíčovým tematickým okruhem Jednoho světa na školách je v posledních letech mediální vzdělávání.
Karel Strachota inicioval také projekt Příběhy bezpráví, který přibližuje mladým lidem moderní československé dějiny, zejména pak období komunistické totality. Díky projektu mohou školy využívat filmy a další didaktické materiály při výuce dějepisu. V rámci Měsíce Příběhů bezpráví se na základních a středních školách konají projekce filmů a následné debaty s hosty. Doposud[kdy?] se při nich téměř půl miliónu žáků setkalo s pamětníky komunistického bezpráví. Mezi další aktivity patří studentská Cena Příběhů bezpráví, výjimečná tím, že nominace předkládají mladí lidé a o laureátech rozhoduje studentská porota. Dále Den Příběhů bezpráví, semináře pro pedagogy, studentské týmové projekty Z místa, kde žijeme, vydávání publikací a pořádání výstav. 
Autorsky se podílel na řadě filmů, audiovizuálních pořadů, fotografických projektů, publikací a metodických příruček. Je autorem řady filmů (České děti, 1989: Z deníku Ivany A., U nás pomáhali taky, 1989: Z dopisů psaných přes železnou oponu, Právě se vracím z Hradua 1989: Chceme dýchat), audiovizuálních pořadů (např. Kovyho mediální ring), fotografických projektů, publikací a metodických příruček.
Karel Strachota stál také u zrodu projektů:
- Cena Gratias Tibi – oceňuje mladé lidi, kteří se zapojují do dění okolo nás a nejrůznějšími aktivitami mění věci k lepšímu.[11]
- Být v obraze – mediální vzdělávání
- Studentské volby – „Volby nanečisto“ na středních školách
- Kdo jiný? – podpora občanské angažovanosti mladých lidí[12]
- Hleda.se (Hledá se LEADr., Hledá se novinář) – soutěž, která v prvních třech ročnících vyhledávala aktivní mladé lidi a motivovala je ke vstupu do místní politiky. V posledním ročníku s názvem Hledá se novinář má za úkol posílit mediální gramotnost zejména mladých lidí (účastníků soutěže, ale také diváků) a kritické myšlení při konzumaci mediálních sdělení[13]
- Studentské filmové kluby – středoškoláci promítají dokumentární filmy svým spolužákům[14]
- Týdny mediálního vzdělávání – hlavním záměrem Týdnů mediálního vzděláváni je zdůraznit stále se zvyšující význam mediálního vzdělávání, jež vede k aktivnímu a zodpovědnému občanství. Projekt je určen pro žáky základních a středních škol

Ocenění
- Cena Jaromila Jireše, Asociace režisérů a scenáristů; za podporu vzniku a šíření nekomerčních tvůrčích počinů (2008)
- Avast Foundation Awards, Nadační fond Avast; ocenění pro inovátory, kteří usilují o to, aby současný systém výuky připravil děti na výzvy a příležitosti 21. století (2018)
- Cena Jaroslavy Janderové Strážce paměti, Muzeum paměti XX. století; za přínos v oblasti vyrovnávaní se s minulostí (2021)